# Chmielnica
Chmielnica (słow. Chmeľnica, niem. Hopgarten) – wieś (obec) na Słowacji, w powiecie Lubowla, w kraju preszowskim.
Rejon ten znajdował się w granicach ziemi sądeckiej do początków XIV w. Później, na kilkadziesiąt lat, został zajęty przez Węgry, a w 1412 wraz z sąsiednimi miejscowości przedmiotem tzw. zastawu spiskiego i przyłączony do Polski. Znajdował się w jej granicach do 1772 (faktycznie do 1769), kiedy to został zajęty przez Austrię i włączony do Węgier.
Powstanie wsi datowane jest na 2. połowę XIII wieku. Pierwsza wzmianka o wsi – Hofgarten – pojawiła się w 1315. Od czasu kolonizacji niemieckiej większość ludności stanowili Niemcy. W XVII i XVIII wieku używano nieco zmienionej nazwy – Hopfengarten lub Hopgarten w związku z uprawami chmielu (chmiel po niemiecku – Hopfen). Później spotykana jest również nazwa Hobgarten i Hophengart.
Od 1903 roku oficjalną nazwą było węgierskie Komlóskert (komló = Hopfen = chmiel, kert = Garten = ogród). Słowacy do 1927 używali nazwy Hopgart, w latach 1927–1948 Hobgart. Dopiero od 1948 przyjęto dzisiejszą nazwę.
Miejscowi Niemcy w okresie I Republiki Czechosłowackiej stanowili 80–90% mieszkańców. W przeciwieństwie do większości pozostałych Niemców karpackich uniknęli wywiezienia po II wojnie światowej, gdyż zostali odpowiednio wcześnie ostrzeżeni i ukrywali się w lasach w czasie przeprowadzania operacji wysiedleńczej, a później niemal wszyscy zadeklarowali narodowość słowacką.
Obecna Chmielnica jest miejscowością, która jako jedyna na Słowacji zachowała niemiecki charakter etniczny, charakterystyczny dla wielu miast spiskich. Wśród mieszkańców około 90% jest pochodzenia niemieckiego, choć według spisu z 2001 jedynie 11,71% zadeklarowało taką narodowość, przy 87,2% Słowaków, po 0,22% Polaków i Czechów oraz 0,11% Rusinów. 96,5% populacji było wyznania rzymskokatolickiego, 2,63% greckokatolickiego, a 0,11% protestanckiego. Według spisu z 2011 roku liczba osób deklarujących się jako Niemcy wzrosła do 19,45%, a osób używających niemieckiego jako ojczystego wyniosła 25,6%.
31 grudnia 2011 w Chmielnicy mieszkało 959 osób, w tym 472 mężczyzn i 487 kobiet.

## Galeria

Tradycyjne stroje mniejszości niemieckiej z Chmielnicy
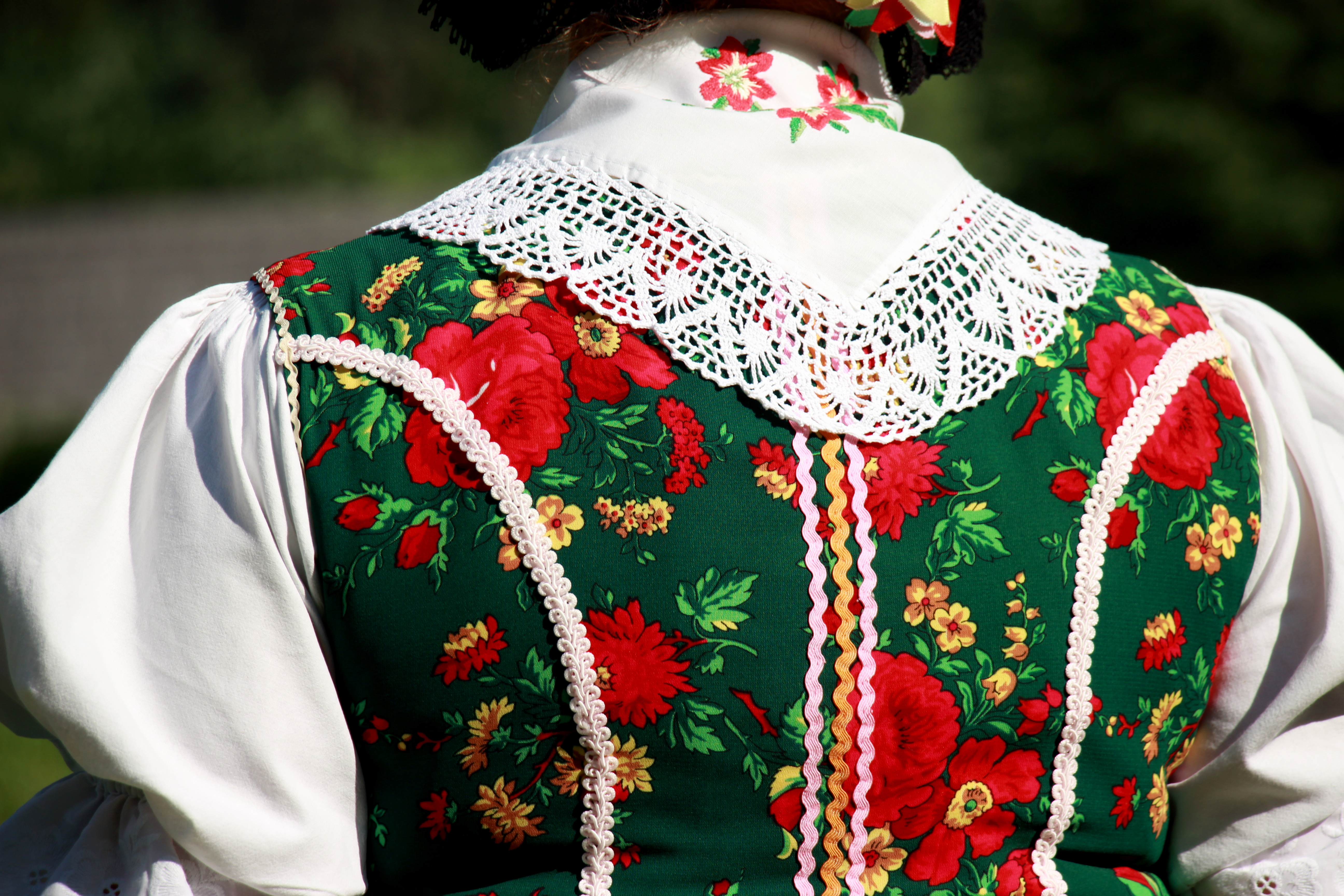
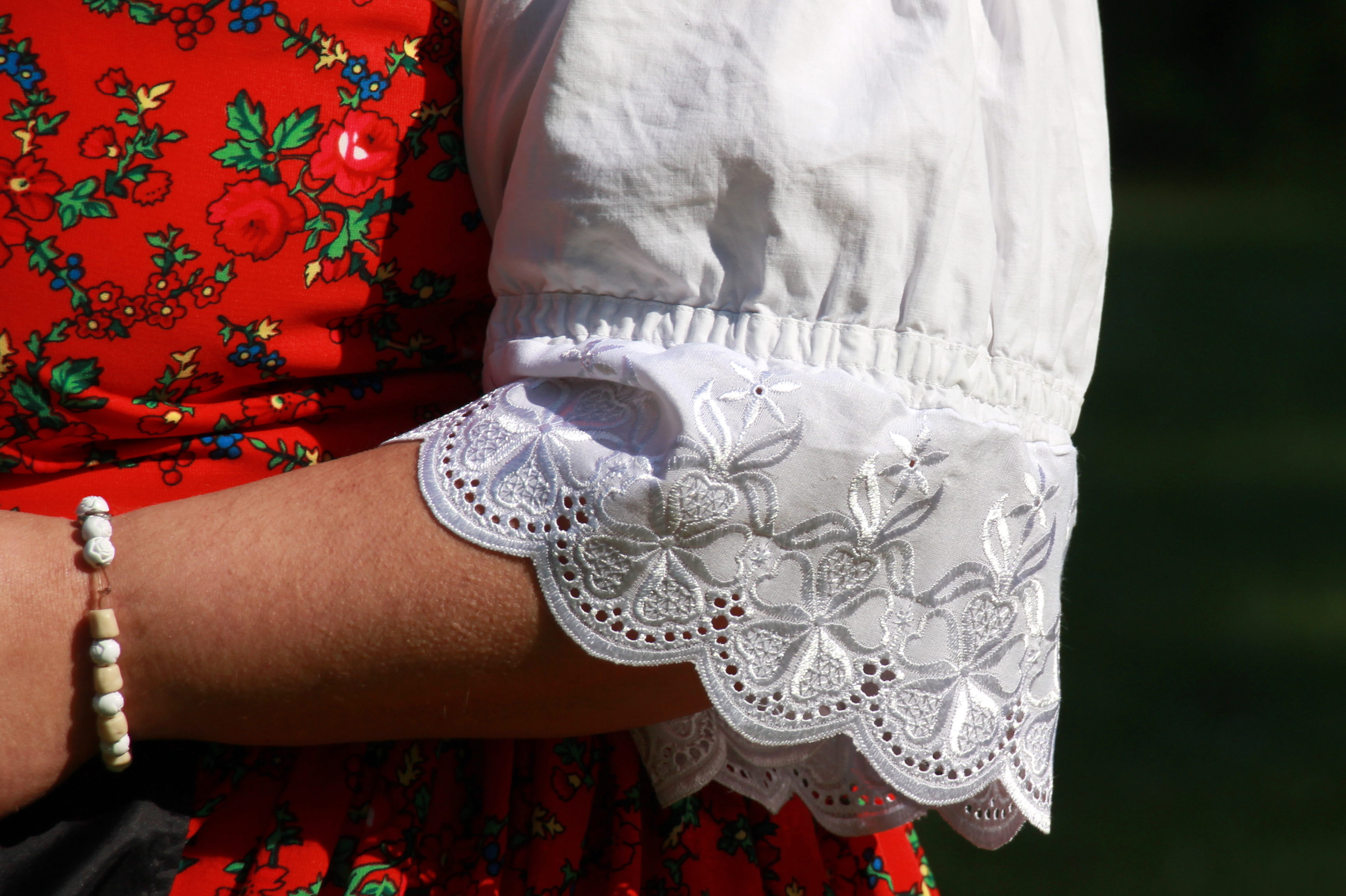
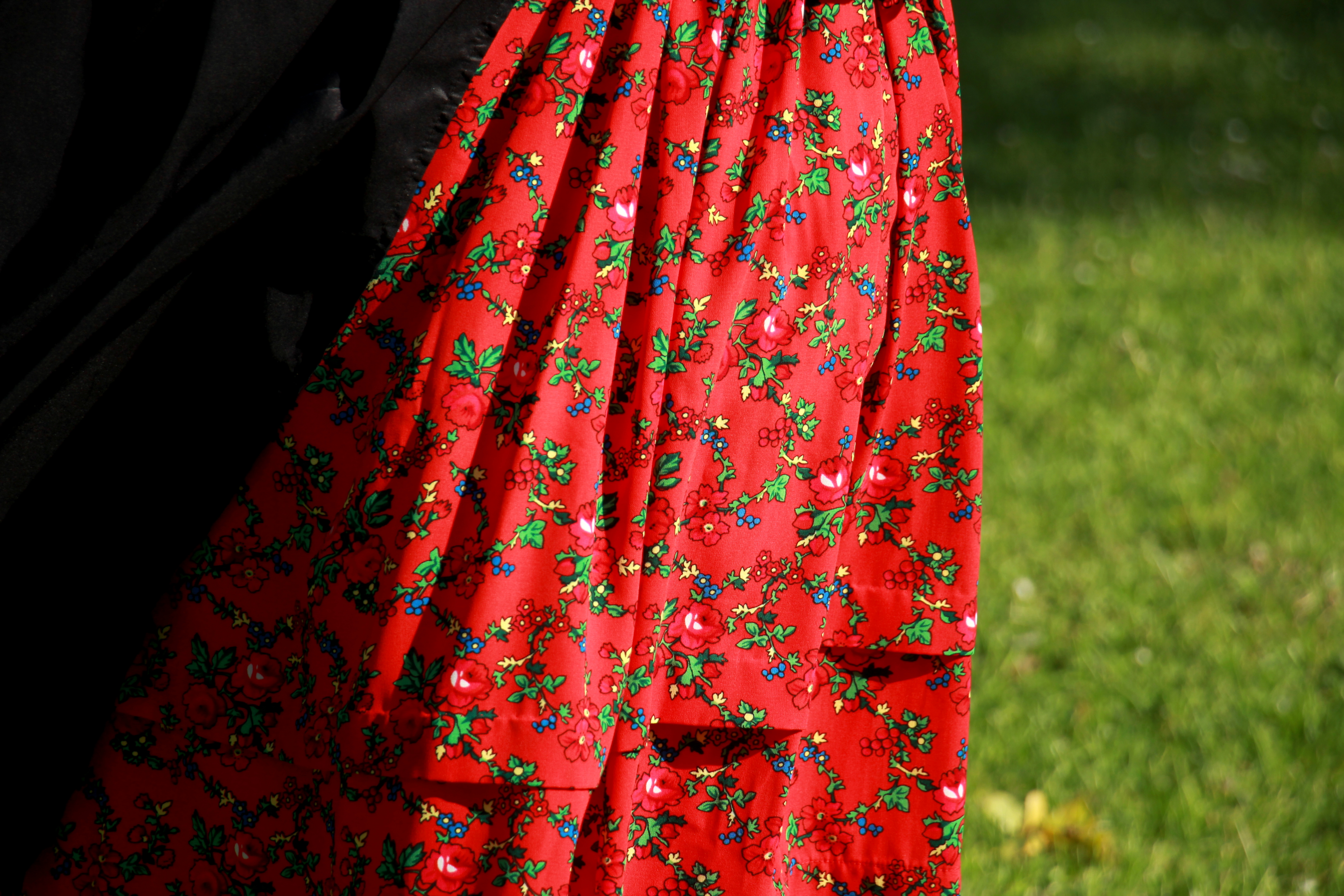
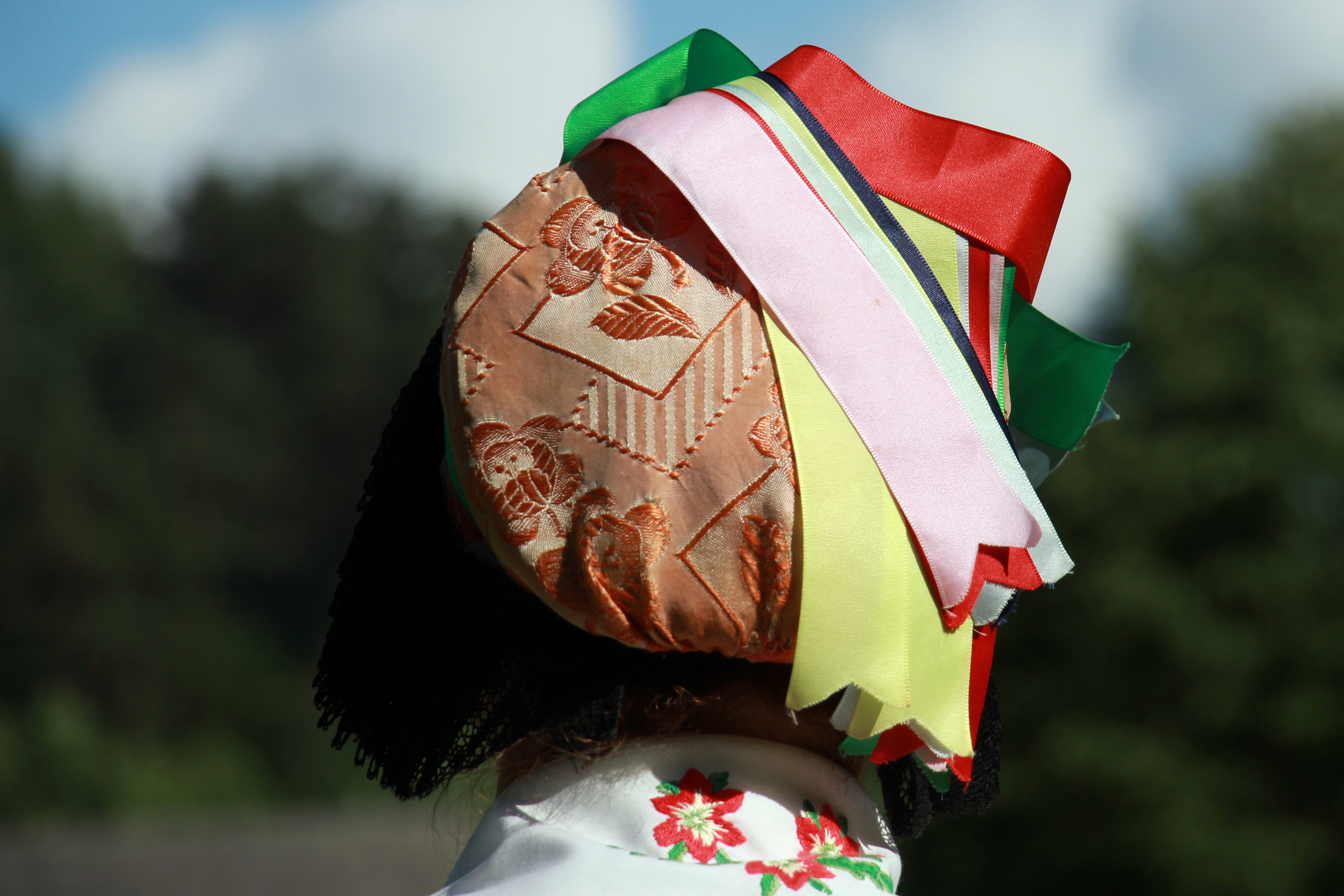
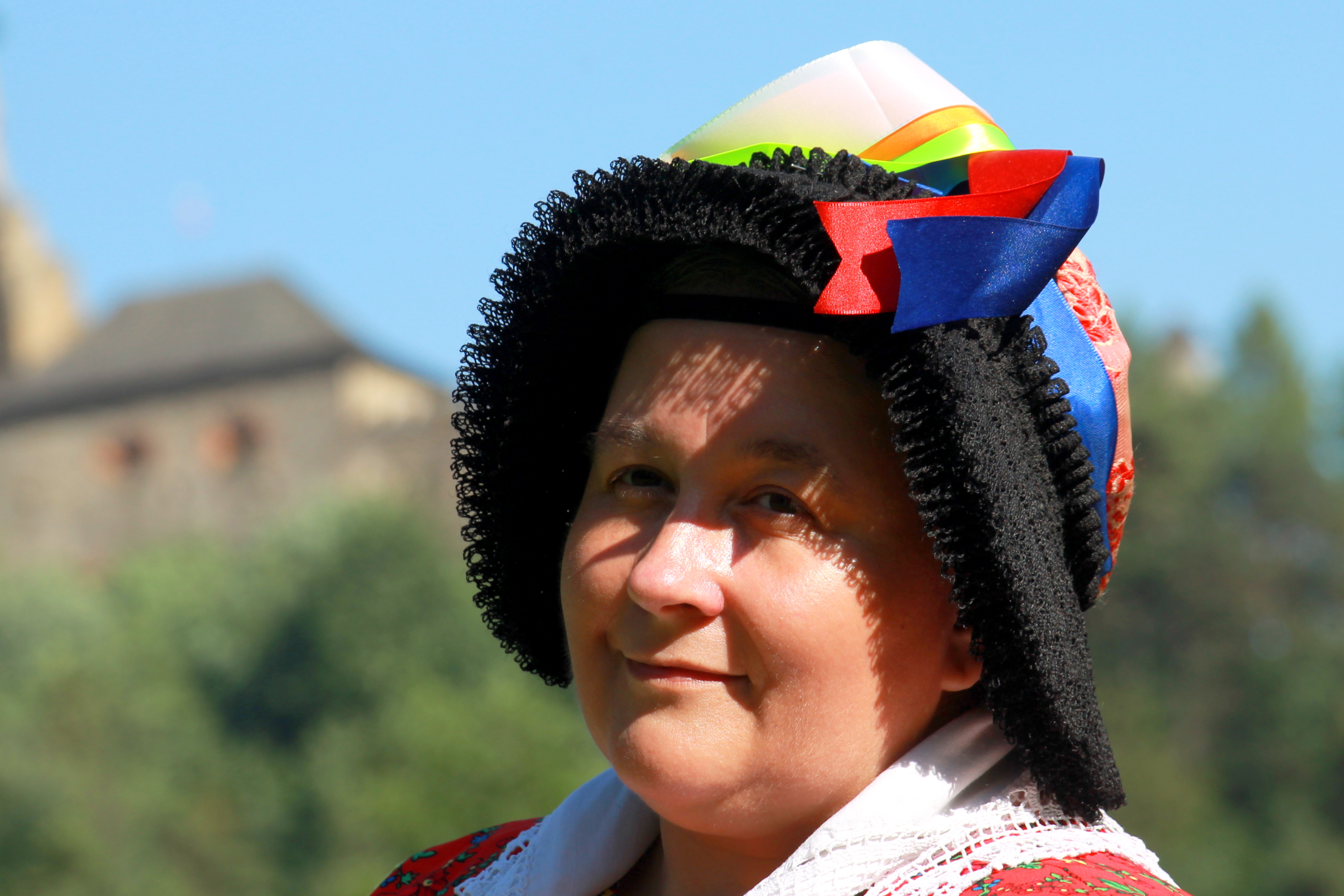
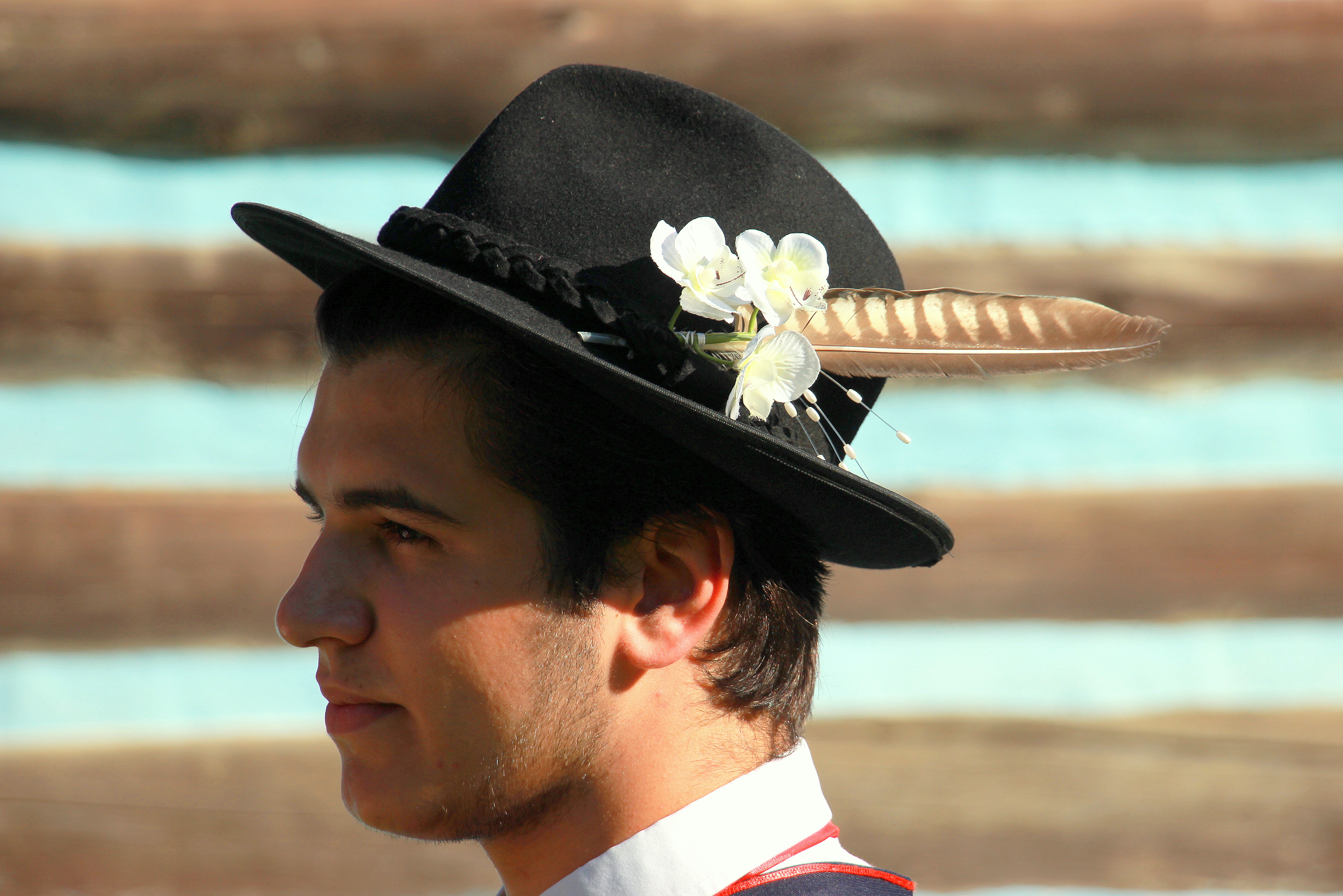
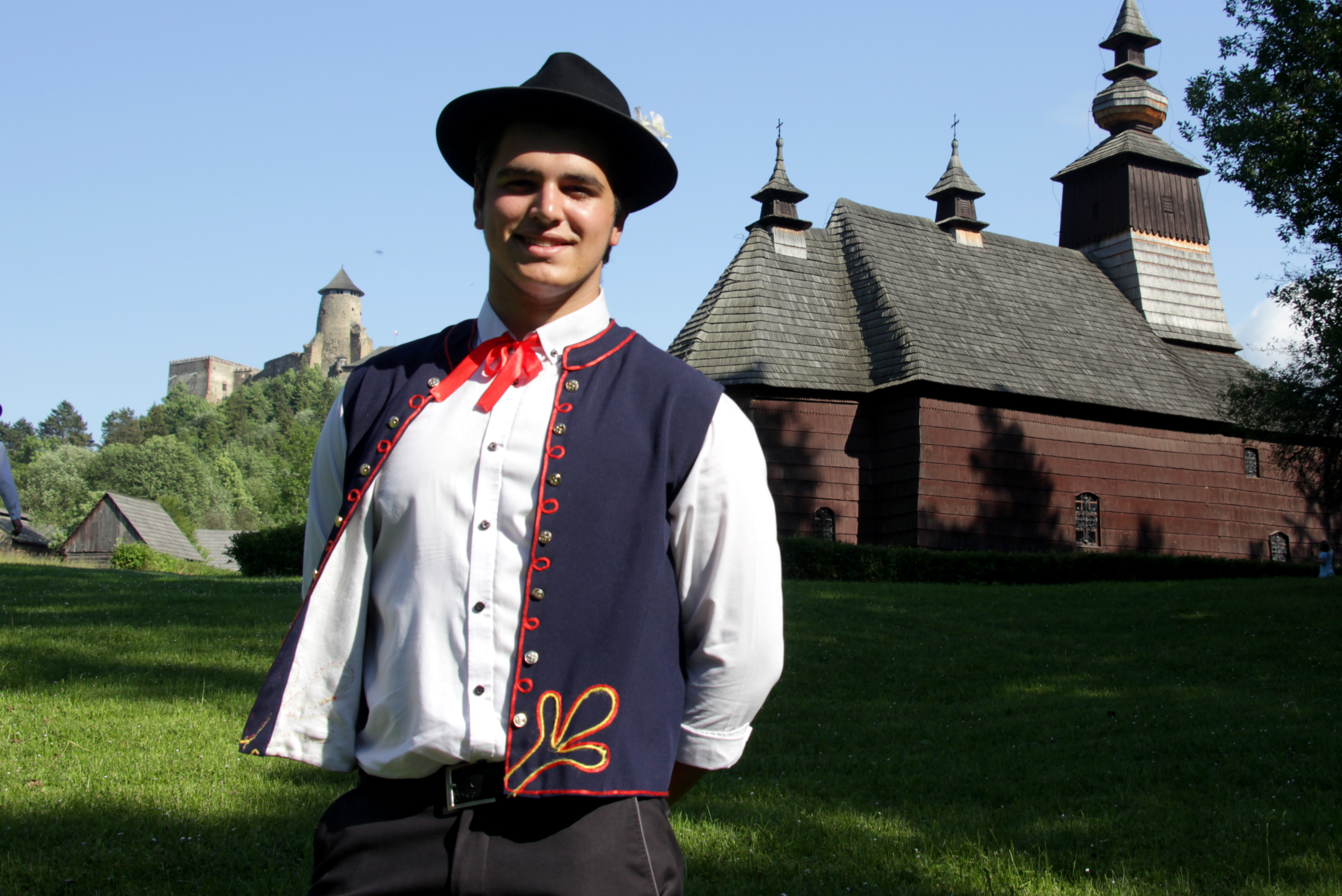

## Transport
Wieś od północy graniczy z Muszyną oraz Piwniczną